# 1564 w literaturze
Wydarzenia literackie w 1564 roku.

## Nowe książki
- polskie
  - Historyja barzo cudna o przyjaźni a uprzejmej miłości Tytusa z Gizipiusem
  - Stanisław Orzechowski – Quincunx, to jest wzór Korony Polskiej na cynku wystawiony

## Nowe poezje
- polskie
  - Jan Kochanowski
    - Satyr albo Dziki mąż
    - Zgoda